# Alcochete (Município)
Vorlage:Infobox Município/Wartung/Name ist leer

Vorlage:Infobox Município/Wartung/Verwaltungname ist leer
Vorlage:Infobox Município/Wartung/Verwaltungadresse ist leer
Vorlage:Infobox Município/Wartung/nicht eingebunden
Alcochete ist eine Kreisstadt (Vila) und ein portugiesischer Kreis (Concelho) im Distrikt Setúbal mit 19.143 Einwohnern (Stand 19. April 2021).

## Geographie
Alcochete liegt am Südostufer der Tejo-Bucht, im Großraum Margem Sul do Tejo. Gegenüber liegt die portugiesische Hauptstadt Lissabon, die über die Brücke Vasco da Gama erreichbar ist.

## Geschichte

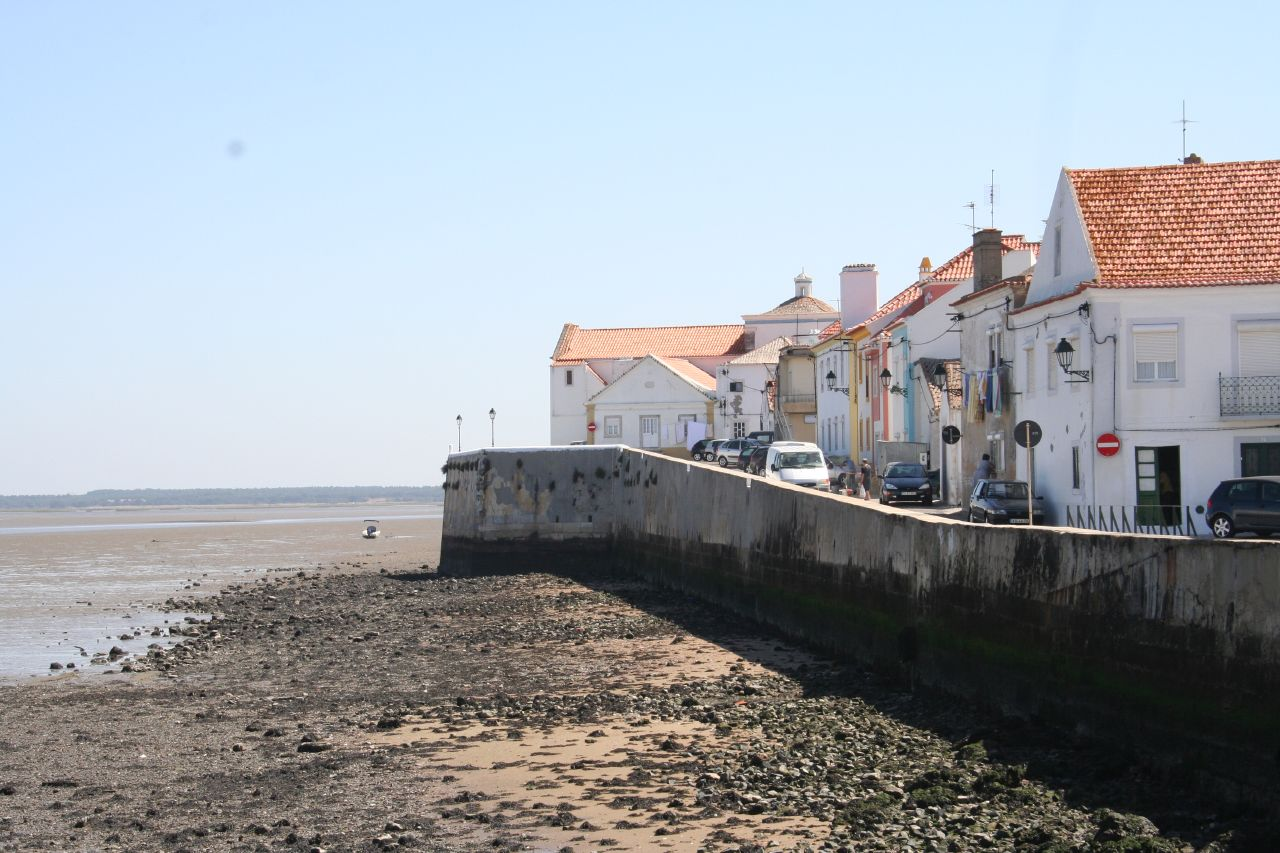
Blick auf Alcochete vom Tejo

Man geht davon aus, dass die Besiedlung von Alcochete auf die Mauren zurückzuführen ist, da der Name von Al Caxete (Backofen) ableitbar ist. Aber bereits unter den Römern spielte das Gebiet um Alcochete eine Rolle als Töpfereizentrum für die Herstellung von Amphoren, die zur Lagerung und zum Transport von Lebensmitteln (z. B. Fischöl, Salz etc.) benötigt wurden. Bei Ausgrabungen im nahen Porto dos Cacos wurden drei Keramikbrennöfen, eine große Anzahl Amphoren und eine Nekropole gefunden.
Der Bau der Hauptkirche stammt aus dem 14. Jahrhundert. Stadtrechte erhielt Alcochete im Jahre 1515. Im 20. Jahrhundert entwickelte sich Alcochete wegen seiner Nähe zu Lissabon zum Wohnvorort der Hauptstadt, insbesondere nachdem die Tejobrücke Vasco da Gama das östliche Ufer direkt mit dem Zentrum der Hauptstadt verband. Trotzdem hat Alcochete auch heute noch die historischen Strukturen einer Kleinstadt bzw. Fischereiortes erhalten.

## Kultur und Sehenswürdigkeiten

### Museen
Das Museu Municipal de Alcochete ist das einzige Museum vor Ort. Es bietet an drei verschiedenen Örtlichkeiten permanente Ausstellungen zu den Themen:
- Stadtgeschichte
- Salz
- Sakrale Kunst

### Bauwerke

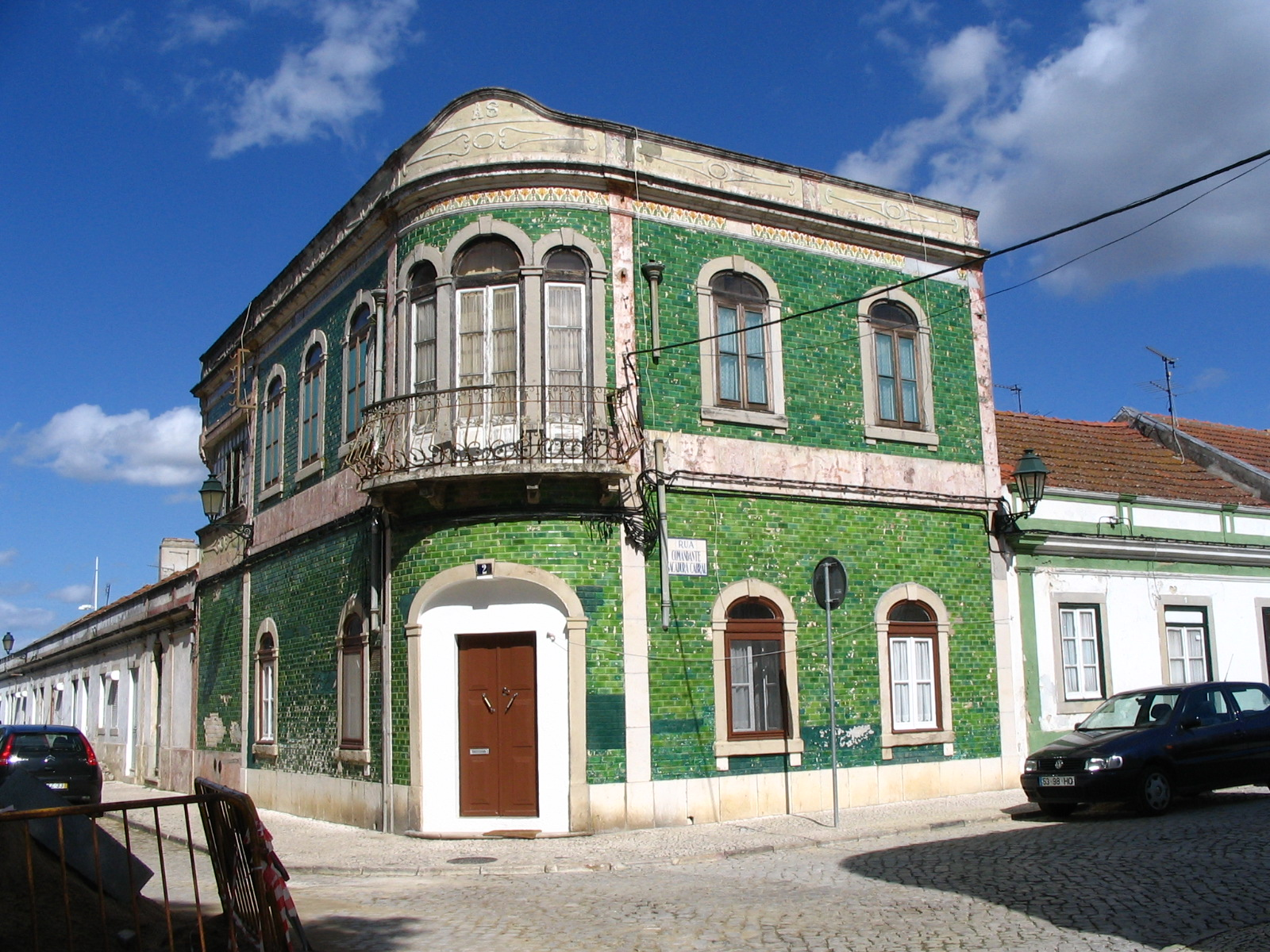
Haus mit grünen Kacheln

Besondere Bauwerke in Alcochete sind:
- A Ponte Cais, der Pier am Ufer der Tejo-Bucht
- O Edifício dos Paços do Concelho, ein Gebäude im neoklassizistischen Stil, welches sich am Largo de São João befindet
- Edifício do Lar Barão de Samora Correia, ein Gebäude, welches sich am Rossio befindet
- Palacete do Marquês de Soydos

Sakrale Bauwerke:
- Igreja de São João Batista, die Hauptkirche (Igreja matriz) im gotischen Stil
- Igreja da Misericórdia
- Capela de Nossa Senhora da Vida
- Capela de Santo António da Ussa
- Ermida de Nossa Senhora dos Matos in der Nähe von Samouco

## Wirtschaft und Infrastruktur

### Verkehr

#### Bus
Die Busfirma TST betreibt 7 Buslinien die durch Alcochete führen.
- 410 Alcochete (Freeport) – Barreiro Bahnhof
- 412 Alcochete (Freeport) – Montijo Fährhafen
- 413 Alcochete (Freeport) – Setúbal
- 419 Alcochete – Lagoa da Cheia
- 431 Lissabon – Montijo
- 432 Atalaia – Lissabon
- 437 Lissabon – Montijo

#### Flughafen
Der nächstgelegene Flughafen ist der internationale Flughafen Lissabon-Portela. Er befindet sich in 15 km Luftlinie zu Alcochete.
Seit 2008 gibt es die Planung auf dem Gelände Campo de Tiro einen neuen internationalen Flughafen für Lissabon zu errichten.

#### Straße
Die Straße N119 führt von São Francisco her in die Stadt hinein und nach Osten aus der Stadt hinaus. Richtung Osten führt diese dann auf die IC3 und die Brücke Vasco da Gama.
Die Straße Rua do 25 Abril wird dann am Ortsausgang zur M501 und führt nach Samouco.

### Einzelhandel

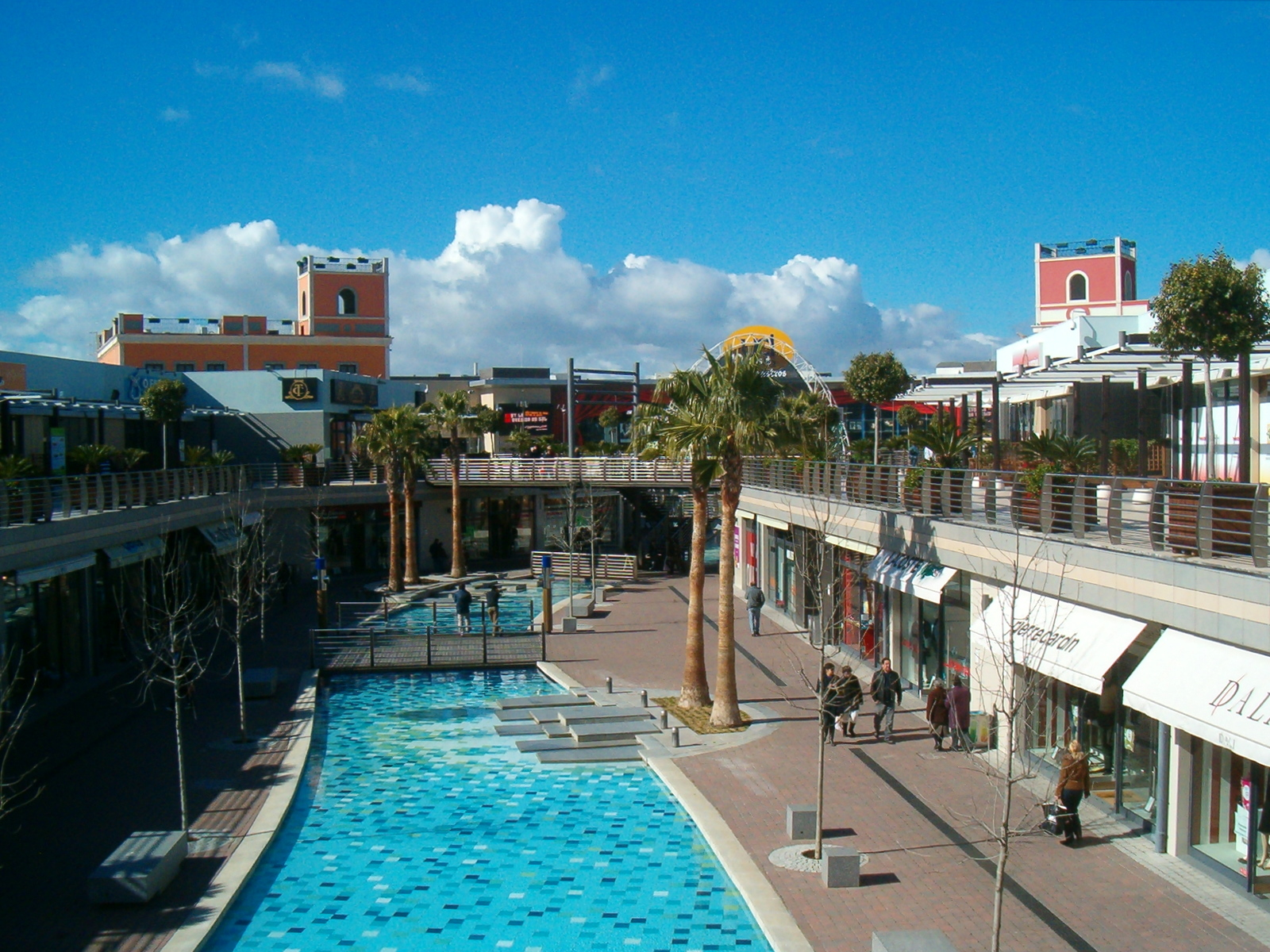
Designeroutlet Freeport in Alcochete

In Alcochete befinden sich Filialen der Supermarktketten Intermarché, Lidl, Pingo Doce und Minipreço.
Das Design Outlet Freeport eröffnete im Sommer 2004 seine Pforten.

### Medien
In Alcochete erscheint die Zeitung Jornal do Alcochete. Der Radiosender EcoFM strahlte auf UKW 104,8 sein Programm aus.

### Bildung
In Alcochete befinden sich fünf Kindergärten, drei Grundschulen, eine weiterführende Schule und eine Berufsschule.

## Verwaltung

### Kreis

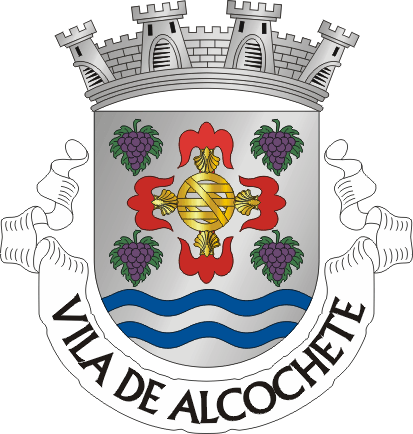
Wappen von Alcochete

Alcochete ist Verwaltungssitz eines gleichnamigen Kreises. Die Nachbarkreise sind (im Uhrzeigersinn im Norden beginnend): Benavente, Palmela und Montijo.
Die folgenden Gemeinden (Freguesias) liegen im Kreis Alcochete:

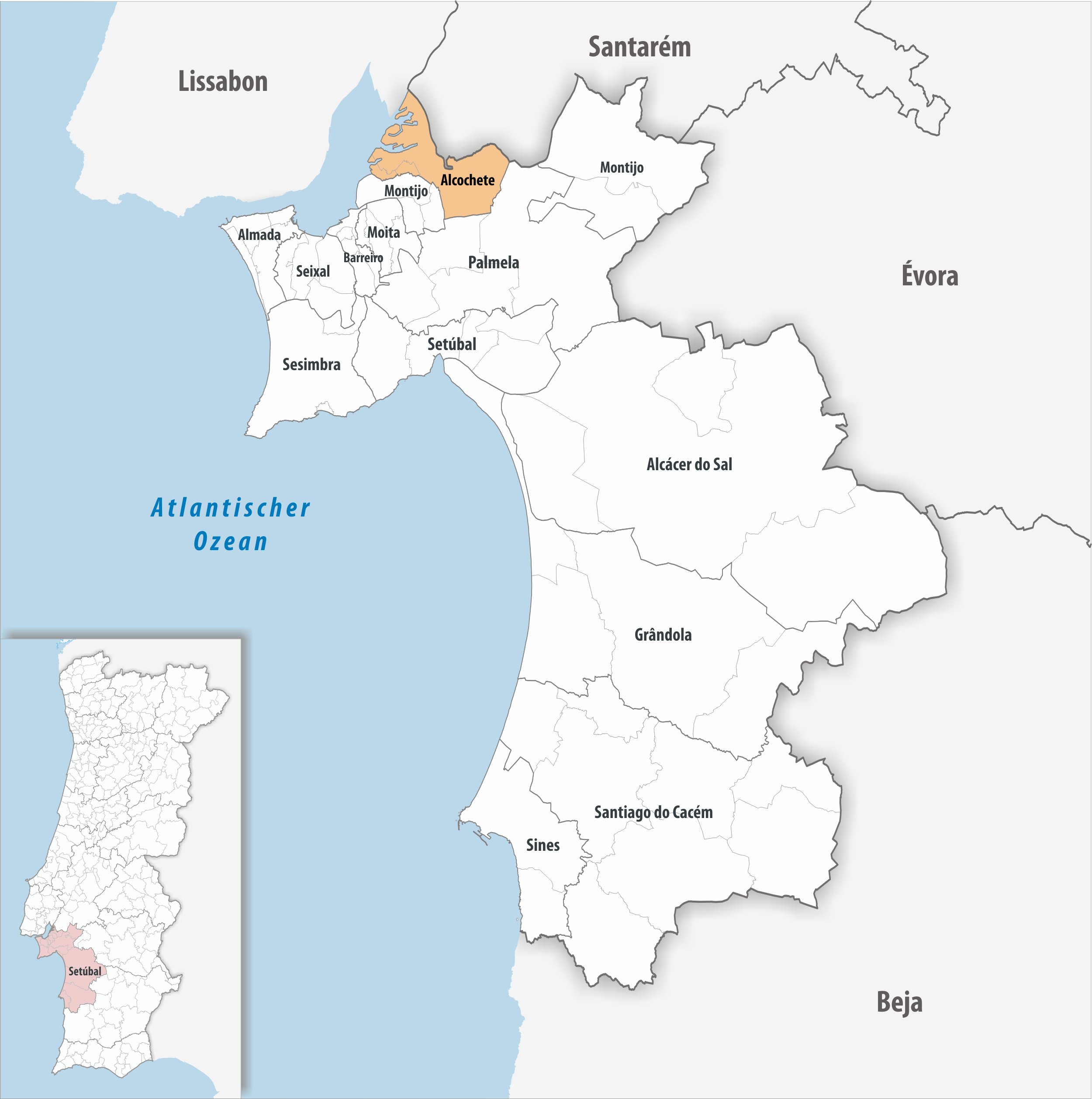
Kreis Alcochete

| Gemeinde        | Einwohner (2021) | Fläche km² | Dichte Einw./km² | LAU- Code |
| --------------- | ---------------- | ---------- | ---------------- | --------- |
| Alcochete       | 13.228           | 119,44     | 111              | 150201    |
| Samouco         | 3.344            | 4,76       | 702              | 150202    |
| São Francisco   | 2.571            | 4,16       | 618              | 150203    |
| Kreis Alcochete | 19.143           | 128,36     | 149              | 1502      |

### Bevölkerungsentwicklung
| 1801  | 1849  | 1900  | 1930  | 1960  | 1981   | 1991   | 2001   | 2011   |
| 2 256 | 3 097 | 6 088 | 6 656 | 9 270 | 11 246 | 10 169 | 13 010 | 17 565 |

### Kommunaler Feiertag
- 24. Juni

### Städtepartnerschaften
- : Waudo, Südkorea (seit 1992)[5]

## Söhne und Töchter der Stadt
- Dom Manuel I. (1469–1521), Manuel der Glückliche, 16. König Portugals
- Manuel Rodrigues, einer der Vierzig Märtyrer von Brasilien
- Ciprião de Figueiredo e Vasconcelos († 1606), Gouverneur der Azoren, Verteidiger der Insel Terceira als Sitz des Königs António von Crato (1580–1583)
- António Luís Pereira Coutinho (1818–1908), Adliger Politiker
- Carlos Ferreira Prego (1857–1902), Agrarunternehmer und Philanthrop
- Francisco Rodrigues da Cruz (1859–1948), Jesuit, als Padre Cruz bekannter Geistlicher
- Raul Carapinha (1876–1957), Architekt und Maler
- Pedro Marques (* 1976), Politiker